# Gazaka
Gazaka o Gazaca o Ganzak fou una ciutat del de la Mèdia, que fou la capital del regne d'Atropatene. A les primeres traduccions d'Estrabó es va llegir com a Gaza però Groskurd es va adonar que era un error i va proposar llegir Gazaka, proposta que fou adoptada per Kramer i després per altres erudits. El nom és probablement derivat del persa Ghaz (Lloc del tresor) o del mede Gazn (Tresor) i s'assembla a Ghazna a l'Afganistan i a Gaziura a la Capadòcia pòntica (ambdós volen dir Ciutat del tresor o quelcom similar).
Sota el perses aquemènides fou probablement la residència del sàtrapa de la Matiana i més tard la capital d'Atròpat i els seus descendents. A un turó proper de la ciutat es va establir el foc sagrat dels zoroastrians, foc que va quedar associat a la ciutat i al llac Urmia, no llunyà, i va esdevenir una ruta de pelegrinatge que va portar riquesa i fama a la ciutat. Atropatene va esdevenir vassalla dels parts i Gazaka és esmentada per Estrabó al segle i aC quan parla de l'atac de Marc Antoni a Pàrtia el 36 aC. A la "Geografia" de Ptolemeu és esmentada com Gazaca (inicialment es va traduir Zazaca). Plini esmenta la ciutat de Gazae a l'Atropatene, que probablement és la mateixa Gazaka; Amià Marcel·lí esmenta Gazaca com una de les tres principals ciutats de la Mèdia. El foc sagrat fou traslladat el segle V a Takot-e-Sulayman. La ciutat va començar a ser anomenada Ganzak (i fins i tot Ganza). A un text persa sassànida apareix com una de les dues principals ciutats de l'Azerbaijan (l'altra se suposa que era Ardabil). El 590 Khosrow II de Pèrsia va derrotar a Bahram a una batalla prop de la ciutat; el 628 la ciutat fou ocupada temporalment pels romans d'Orient dirigits per l'emperador Heracli (que la descriu com una gran ciutat amb 3.000 cases, el que voldria dir uns 20.000 habitants). Encara existia quan van arribar els àrabs, però més tard, en època incerta, fou destruïda en circumstàncies no conegudes.